# Ejvind Blach
Ejvind Mollerup Blach (født 31. december 1895 i København, død 1. oktober 1972 på Frederiksberg) var en dansk hockeyspiller, som vandt en olympisk sølvmedalje i hockey under OL 1920 i Antwerpen. Han var med på det danske hold, som endte på andenpladsen i hockeyturneringen efter Storbritannien. Ejvind Blach spillede de to første kampe mod henholdsvis Storbritannien og Frankrig. Med på OL-holdet var også Ejvind Blachs bror, Svend Blach.
Ejvind Blach spillede for Københavns Hockeyklub. Han kom fra en hockeyfamilie; ud over Svend spillede også broren Arne Blach hockey og deltog ved OL 1928 og 1936, ligesom Arnes søn (Ejvinds nevø) Preben Blach var med på landsholdet ved OL 1948.